# Fort Leopold (Diest)

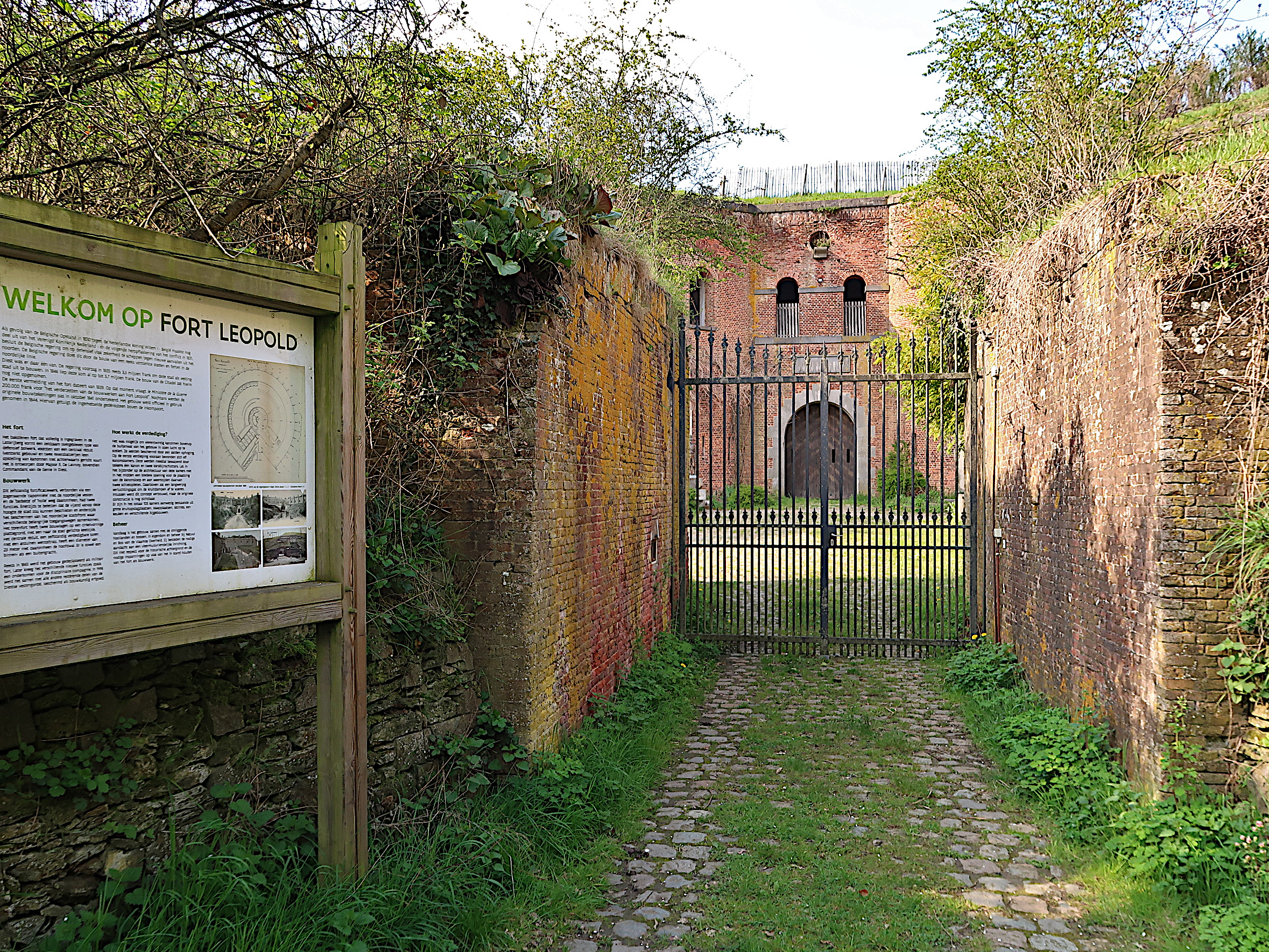
Ingang Fort Leopold

Het Fort Leopold is een fort in Molenstede net ten noorden van de Belgische stad Diest, op wandelafstand van het station. Het fort maakte deel uit van de 19e-eeuwse vestingwerken en getuigt van het belang van Diest als vestingstad in het verleden.
Het werd gebouwd in 1845 naar aanleiding van de onafhankelijkheid van België van het Nederlandse bewind. Fort Leopold is een vooruitgeschoven, zelfstandig werk vóór het noordelijk gedeelte van de kernvesting, tussen de wegen naar Turnhout en Beringen. Het ligt in de zuidflank van de Lazarijberg en is door zijn aarden dekkingen en wallen bijna volledig onzichtbaar vanaf de grond gezien. Het had als taken te verhinderen dat de stad vanaf deze hoogte werd beschoten en het beschermen van het noordelijk stadsfront tegen een mogelijke vijandelijke aanval.
Het fort heeft een concentrische grondplan, met in het midden het centraal reduit met een doorsnede van 26 meter. Hieromheen ligt een brede hoofdwal van zo'n 120 meter lang. Op de wal was plaats voor 24 kanonnen. Tussen reduit en hoofdwal ligt een droge gracht van vijf meter breed. De hoofdwal loopt voor driekwart rond en alleen aan de keelzijde, dat is aan de zijde van Diest, staan twee gebouwen haaks op elkaar. Hierin stonden kanonnen veilig opgesteld om te vuren op de oprukkende vijand. Het geheel wordt beschermd door een 11,5 meter brede buitengracht. Beide grachten konden door de bezetting van het fort onder vuur worden genomen.
Tegen 1900 verminderde het belang van de versterking. Tijdens beide wereldoorlogen werd het gebruikt door de Duitse bezetter. Na 1944 heeft het lang deel uitgemaakt van het domein van de luchtlandingstroepen van het Belgische leger in Schaffen. Daarna werd het eigendom van Natuurpunt.

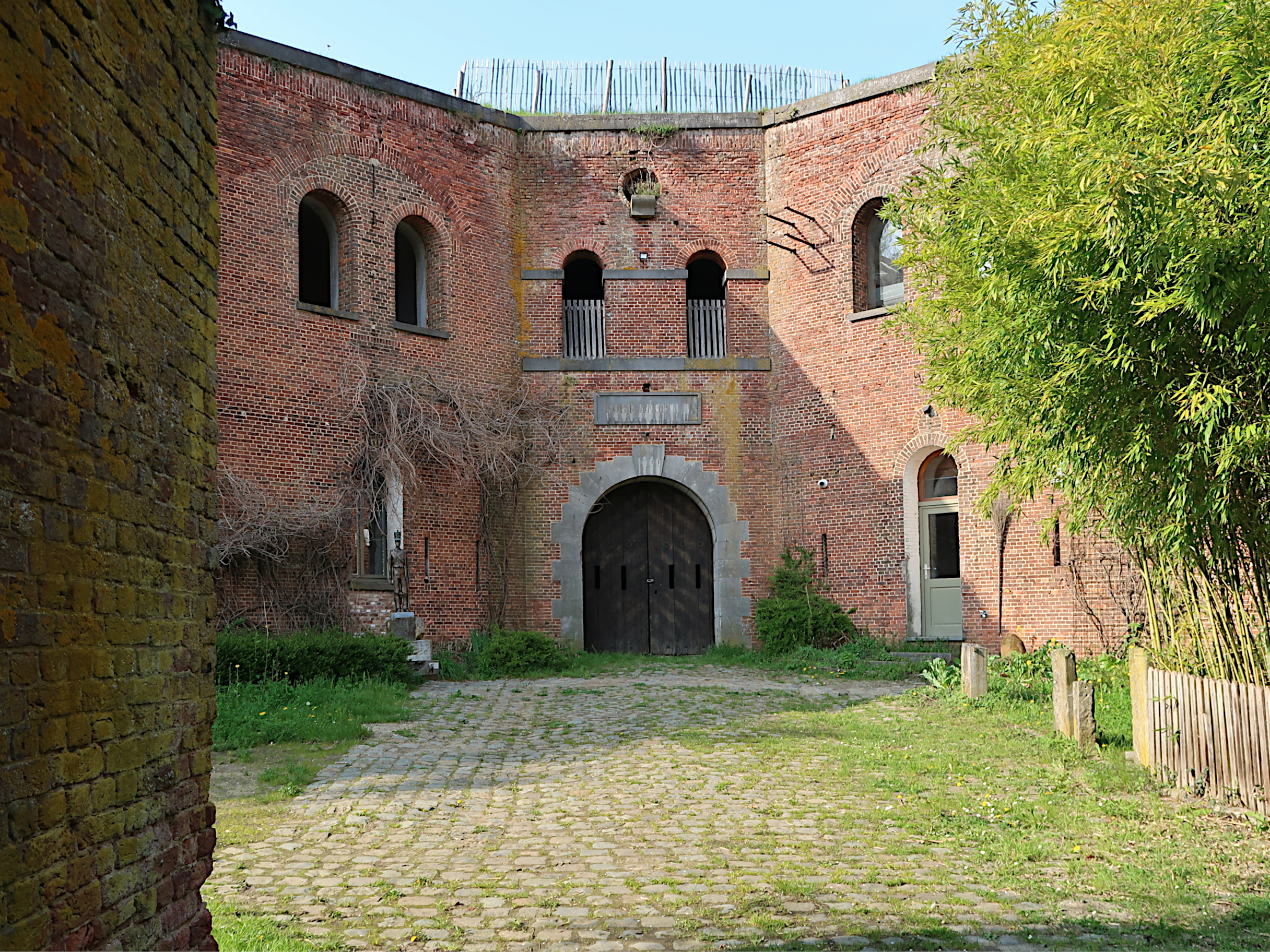
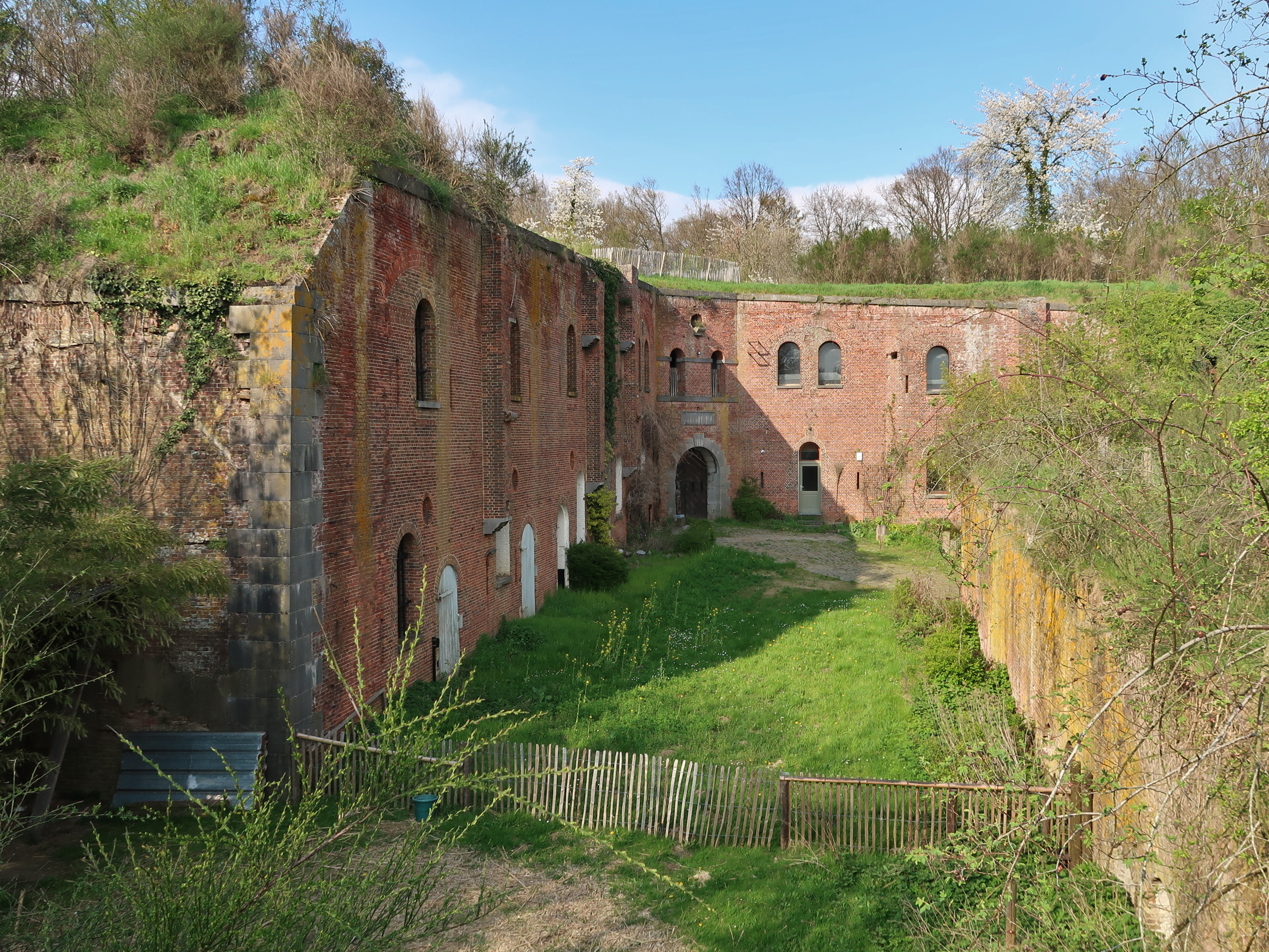
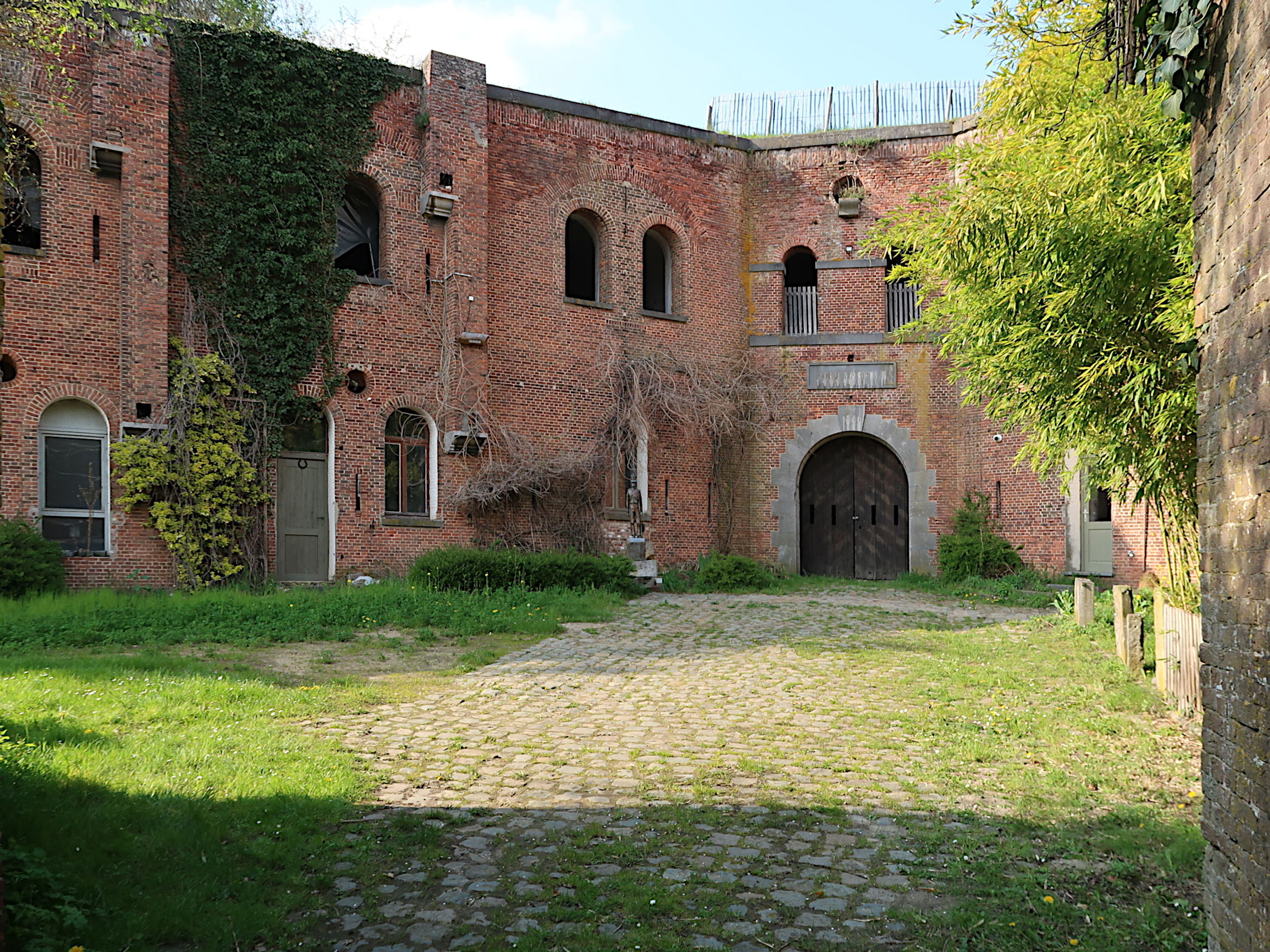